# Seznam vesnických památkových zón v Česku
Toto je seznam vesnických památkových zón v Česku seřazený podle krajů.
V červenci 2025 se v Česku nacházelo 217 vesnických památkových zón.

## Praha
Na území hlavního města Prahy se nachází 7 vesnických památkových zón.
| Obvod    | Rejstříkové číslo | Název          | Rok vyhlášení |
| -------- | ----------------- | -------------- | ------------- |
| Praha 5  | 2108 (Pk)         | Osada Buďánka  | 1991          |
| Praha 6  | 2469 (Pk)         | Střešovičky    | 2004          |
| Praha 7  | 2109 (Pk)         | Osada Rybáře   | 1991          |
| Praha 8  | 2214 (Pk)         | Staré Bohnice  | 1993          |
| Praha 8  | 2110 (Pk)         | Staré Ďáblice  | 1991          |
| Praha 10 | 2111 (Pk)         | Královice      | 1991          |
| Praha 10 | 2215 (Pk)         | Stará Hostivař | 1993          |

## Středočeský kraj
Na území Středočeského kraje se nachází 26 vesnických památkových zón.
| Okres          | Rejstříkové číslo | Název            | Rok vyhlášení |
| -------------- | ----------------- | ---------------- | ------------- |
| Beroun         | 2444 (Pk)         | Kleštěnice       | 2004          |
| Beroun         | 2216 (Pk)         | Korno            | 1995          |
| Beroun         | 2217 (Pk)         | Mořinka          | 1995          |
| Beroun         | 2218 (Pk)         | Olešná           | 1995          |
| Kutná Hora     | 2452 (Pk)         | Losiny           | 2004          |
| Mělník         | 2233 (Pk)         | Debrno           | 1995          |
| Mělník         | 2219 (Pk)         | Jestřebice       | 1995          |
| Mělník         | 2220 (Pk)         | Lobeč            | 1995          |
| Mělník         | 2221 (Pk)         | Sitné            | 1995          |
| Mělník         | 2222 (Pk)         | Střezivojice     | 1995          |
| Mělník         | 2223 (Pk)         | Vidim            | 1995          |
| Mělník         | 2477 (Pk)         | Vrbno            | 2004          |
| Mladá Boleslav | 2224 (Pk)         | Březinka         | 1995          |
| Mladá Boleslav | 2225 (Pk)         | Kluky            | 1995          |
| Mladá Boleslav | 2226 (Pk)         | Loukov           | 1995          |
| Mladá Boleslav | 2227 (Pk)         | Skalsko          | 1995          |
| Mladá Boleslav | 2228 (Pk)         | Střehom          | 1995          |
| Nymburk        | 2229 (Pk)         | Pojedy           | 1995          |
| Nymburk        | 2230 (Pk)         | Sovenice         | 1995          |
| Nymburk        | 2231 (Pk)         | Vinice           | 1995          |
| Praha-východ   | 2232 (Pk)         | Lensedly         | 1995          |
| Příbram        | 2234 (Pk)         | Drahenice-Račany | 1995          |
| Příbram        | 2445 (Pk)         | Kojetín          | 2004          |
| Příbram        | 2458 (Pk)         | Porešín          | 2004          |
| Rakovník       | 2464 (Pk)         | Rousínov         | 2004          |
| Rakovník       | 2467 (Pk)         | Skryje           | 2004          |

## Jihočeský kraj
Na území Jihočeského kraje se nachází 56 vesnických památkových zón.
| Okres             | Rejstříkové číslo | Název                | Rok vyhlášení |
| ----------------- | ----------------- | -------------------- | ------------- |
| České Budějovice  | 2060 (Pk)         | Bavorovice           | 1990          |
| České Budějovice  | 2061 (Pk)         | Bošilec              | 1990          |
| České Budějovice  | 2062 (Pk)         | Božejov              | 1990          |
| České Budějovice  | 2235 (Pk)         | Břehov               | 1995          |
| České Budějovice  | 2063 (Pk)         | Dobčice              | 1990          |
| České Budějovice  | 2064 (Pk)         | Dynín                | 1990          |
| České Budějovice  | 2065 (Pk)         | Kojákovice           | 1990          |
| České Budějovice  | 2066 (Pk)         | Lipanovice           | 1990          |
| České Budějovice  | 2067 (Pk)         | Munice               | 1990          |
| České Budějovice  | 2068 (Pk)         | Opatovice            | 1990          |
| České Budějovice  | 2069 (Pk)         | Rožnov               | 1990          |
| České Budějovice  | 2070 (Pk)         | Vitín                | 1990          |
| České Budějovice  | 2071 (Pk)         | Zbudov               | 1990          |
| Český Krumlov     | 2072 (Pk)         | Čertyně              | 1990          |
| Český Krumlov     | 2236 (Pk)         | Krnín                | 1995          |
| Český Krumlov     | 2237 (Pk)         | Mirkovice            | 1995          |
| Český Krumlov     | 2238 (Pk)         | Pernek               | 1995          |
| Český Krumlov     | 2462 (Pk)         | Rojšín               | 2004          |
| Český Krumlov     | 2482 (Pk)         | Zlatá Koruna         | 2004          |
| Jindřichův Hradec | 2440 (Pk)         | Hrutkov              | 2004          |
| Jindřichův Hradec | 2073 (Pk)         | Lutová               | 1990          |
| Jindřichův Hradec | 2453 (Pk)         | Malíkov nad Nežárkou | 2004          |
| Jindřichův Hradec | 2074 (Pk)         | Nová Ves             | 1990          |
| Jindřichův Hradec | 2075 (Pk)         | Pístina              | 1990          |
| Jindřichův Hradec | 2076 (Pk)         | Plačovice            | 1990          |
| Jindřichův Hradec | 2077 (Pk)         | Ponědrážka           | 1990          |
| Jindřichův Hradec | 2078 (Pk)         | Příbraz              | 1990          |
| Jindřichův Hradec | 2079 (Pk)         | Žíteč                | 1990          |
| Písek             | 2239 (Pk)         | Budičovice-Skály     | 1995          |
| Písek             | 2240 (Pk)         | Krašovice            | 1995          |
| Písek             | 2241 (Pk)         | Květov               | 1995          |
| Písek             | 2242 (Pk)         | Putim                | 1995          |
| Písek             | 2243 (Pk)         | Smrkovice            | 1995          |
| Písek             | 2244 (Pk)         | Tukleky              | 1995          |
| Písek             | 2245 (Pk)         | Varvažov             | 1995          |
| Písek             | 2246 (Pk)         | Zahrádka             | 1995          |
| Písek             | 2247 (Pk)         | Žebrákov             | 1995          |
| Prachatice        | 2248 (Pk)         | Chalupy              | 1995          |
| Prachatice        | 2249 (Pk)         | Lažiště              | 1995          |
| Prachatice        | 2250 (Pk)         | Libotyně             | 1995          |
| Prachatice        | 2251 (Pk)         | Mahouš               | 1995          |
| Prachatice        | 2252 (Pk)         | Třešňový Újezdec     | 1995          |
| Prachatice        | 2253 (Pk)         | Vitějovice           | 1995          |
| Prachatice        | 2254 (Pk)         | Zvěřetice            | 1995          |
| Prachatice        | 2494 (Pk)         | Příslop              | 2017          |
| Strakonice        | 2255 (Pk)         | Jiřetice             | 1995          |
| Strakonice        | 2256 (Pk)         | Kloub                | 1995          |
| Strakonice        | 2257 (Pk)         | Koječín              | 1995          |
| Strakonice        | 2258 (Pk)         | Křtětice             | 1995          |
| Strakonice        | 2259 (Pk)         | Kváskovice           | 1995          |
| Strakonice        | 2260 (Pk)         | Zechovice            | 1995          |
| Tábor             | 2261 (Pk)         | Bechyňská Smoleč     | 1995          |
| Tábor             | 2437 (Pk)         | Debrník              | 2004          |
| Tábor             | 2262 (Pk)         | Nedvědice            | 1995          |
| Tábor             | 2263 (Pk)         | Ounuz                | 1995          |
| Tábor             | 2264 (Pk)         | Svinky               | 1995          |

## Plzeňský kraj
Na území Plzeňského kraje se nachází 44 vesnických památkových zón.
| Okres       | Rejstříkové číslo | Název                  | Rok vyhlášení |
| ----------- | ----------------- | ---------------------- | ------------- |
| Domažlice   | 2265 (Pk)         | Kanice                 | 1995          |
| Domažlice   | 2266 (Pk)         | Klenčí pod Čerchovem   | 1995          |
| Domažlice   | 2267 (Pk)         | Pocinovice             | 1995          |
| Domažlice   | 2268 (Pk)         | Stráž                  | 1995          |
| Domažlice   | 2269 (Pk)         | Trhanov                | 1995          |
| Klatovy     | 2275 (Pk)         | Břežany                | 1995          |
| Klatovy     | 2276 (Pk)         | Hradešice              | 1995          |
| Klatovy     | 2441 (Pk)         | Chanovice              | 2004          |
| Klatovy     | 2277 (Pk)         | Ostřetice              | 1995          |
| Klatovy     | 2278 (Pk)         | Poleň                  | 1995          |
| Klatovy     | 2279 (Pk)         | Velké Hydčice          | 1995          |
| Plzeň-jih   | 2287 (Pk)         | Lipnice                | 1995          |
| Plzeň-jih   | 2288 (Pk)         | Mítov                  | 1995          |
| Plzeň-jih   | 2289 (Pk)         | Řesanice               | 1995          |
| Plzeň-jih   | 2291 (Pk)         | Zahrádka               | 1995          |
| Plzeň-město | 2293 (Pk)         | Dýšina                 | 1995          |
| Plzeň-město | 2296 (Pk)         | Kyšice                 | 1995          |
| Plzeň-město | 2280 (Pk)         | Plzeň-Křimice          | 1995          |
| Plzeň-město | 2281 (Pk)         | Plzeň 1-Bolevec        | 1995          |
| Plzeň-město | 2282 (Pk)         | Plzeň 4-Bukovec        | 1995          |
| Plzeň-město | 2284 (Pk)         | Plzeň 4-Červený Hrádek | 1995          |
| Plzeň-město | 2285 (Pk)         | Plzeň 4-Lobzy          | 1995          |
| Plzeň-město | 2283 (Pk)         | Plzeň 4-Újezd          | 1995          |
| Plzeň-město | 2286 (Pk)         | Radčice                | 1995          |
| Plzeň-město | 2290 (Pk)         | Tymákov                | 1995          |
| Plzeň-sever | 2292 (Pk)         | Dolany                 | 1995          |
| Plzeň-sever | 2294 (Pk)         | Hlince                 | 1995          |
| Plzeň-sever | 2295 (Pk)         | Jarov                  | 1995          |
| Plzeň-sever | 2297 (Pk)         | Lhota                  | 1995          |
| Plzeň-sever | 2451 (Pk)         | Lochousice             | 2004          |
| Plzeň-sever | 2298 (Pk)         | Nynice                 | 1995          |
| Plzeň-sever | 2299 (Pk)         | Olešovice              | 1995          |
| Plzeň-sever | 2300 (Pk)         | Radějov                | 1995          |
| Plzeň-sever | 2301 (Pk)         | Studená                | 1995          |
| Rokycany    | 2302 (Pk)         | Dobřív                 | 1995          |
| Rokycany    | 2303 (Pk)         | Jablečno               | 1995          |
| Rokycany    | 2449 (Pk)         | Lhota pod Radčem       | 2004          |
| Rokycany    | 2304 (Pk)         | Podmokly               | 1995          |
| Rokycany    | 2305 (Pk)         | Vejvanov               | 1995          |
| Tachov      | 2308 (Pk)         | Horní Jadruž           | 1995          |
| Tachov      | 2309 (Pk)         | Chodský Újezd          | 1995          |
| Tachov      | 2310 (Pk)         | Pačín                  | 1995          |
| Tachov      | 2311 (Pk)         | Prostiboř              | 1995          |
| Tachov      | 2312 (Pk)         | Zadní Chodov           | 1995          |

## Karlovarský kraj
Na území Karlovarského kraje se nachází 8 vesnických památkových zón.
| Okres        | Rejstříkové číslo | Název            | Rok vyhlášení |
| ------------ | ----------------- | ---------------- | ------------- |
| Cheb         | 2270 (Pk)         | Dolní Lažany     | 1995          |
| Cheb         | 2465 (Pk)         | Salajna          | 2004          |
| Cheb         | 2271 (Pk)         | Beranov          | 1995          |
| Cheb         | 2274 (Pk)         | Popovice         | 1995          |
| Karlovy Vary | 2272 (Pk)         | Kojšovice        | 1995          |
| Karlovy Vary | 2273 (Pk)         | Kosmová          | 1995          |
| Sokolov      | 2306 (Pk)         | Dolní Rychnov    | 1995          |
| Sokolov      | 2307 (Pk)         | Královské Poříčí | 1995          |

## Ústecký kraj
Na území Ústeckého kraje se nachází 13 vesnických památkových zón.
| Okres      | Rejstříkové číslo | Název           | Rok vyhlášení |
| ---------- | ----------------- | --------------- | ------------- |
| Děčín      | 2438 (Pk)         | Dlouhý Důl      | 2004          |
| Děčín      | 2318 (Pk)         | Kamenická Stráň | 1995          |
| Děčín      | 2454 (Pk)         | Merboltice      | 2004          |
| Děčín      | 2319 (Pk)         | Vysoká Lípa     | 1995          |
| Litoměřice | 2320 (Pk)         | Brocno          | 1995          |
| Litoměřice | 2321 (Pk)         | Dolní Nezly     | 1995          |
| Litoměřice | 2322 (Pk)         | Chotiněves      | 1995          |
| Litoměřice | 2323 (Pk)         | Rašovice        | 1995          |
| Litoměřice | 2324 (Pk)         | Slatina         | 1995          |
| Litoměřice | 2325 (Pk)         | Soběnice        | 1995          |
| Litoměřice | 2326 (Pk)         | Srdov           | 1995          |
| Louny      | 2468 (Pk)         | Soběchleby      | 2004          |
| Louny      | 2327 (Pk)         | Stekník         | 1995          |

## Liberecký kraj
Na území Libereckého kraje se nachází 12 vesnických památkových zón.
| Okres              | Rejstříkové číslo | Název             | Rok vyhlášení |
| ------------------ | ----------------- | ----------------- | ------------- |
| Česká Lípa         | 2313 (Pk)         | Bukovec           | 1995          |
| Česká Lípa         | 2314 (Pk)         | Kravaře           | 1995          |
| Česká Lípa         | 2446 (Pk)         | Kruh              | 2004          |
| Česká Lípa         | 2493 (Pk)         | Pavlovice         | 2017          |
| Česká Lípa         | 2315 (Pk)         | Sloup             | 1995          |
| Česká Lípa         | 2316 (Pk)         | Tubož             | 1995          |
| Česká Lípa         | 2317 (Pk)         | Velenice          | 1995          |
| Česká Lípa         | 2476 (Pk)         | Vojetín           | 2004          |
| Jablonec nad Nisou | 2483 (Pk)         | Železný Brod      | 2004          |
| Liberec            | 2447 (Pk)         | Kryštofovo Údolí  | 2004          |
| Semily             | 2474 (Pk)         | Újezdec (Syřenov) | 2004          |
| Semily             | 2503 (Pk)         | Bezděčín          | 2025          |

## Královéhradecký kraj
Na území Královéhradeckého kraje se nachází 14 vesnických památkových zón.
| Okres               | Rejstříkové číslo | Název                  | Rok vyhlášení |
| ------------------- | ----------------- | ---------------------- | ------------- |
| Hradec Králové      | 2450 (Pk)         | Libeň                  | 2004          |
| Hradec Králové      | 2476 (Pk)         | Vysočany               | 2004          |
| Jičín               | 2330 (Pk)         | Karlov                 | 1995          |
| Jičín               | 2331 (Pk)         | Nové Smrkovice         | 1995          |
| Jičín               | 2332 (Pk)         | Studeňany              | 1995          |
| Jičín               | 2471 (Pk)         | Štidla                 | 2004          |
| Náchod              | 2466 (Pk)         | Skalka                 | 2004          |
| Trutnov             | 2439 (Pk)         | Dolní Vernéřovice      | 2004          |
| Trutnov             | 2442 (Pk)         | Chotěborky             | 2004          |
| Trutnov             | 2470 (Pk)         | Šímovy Chalupy         | 2004          |
| Trutnov             | 2455 (Pk)         | Modrý Důl              | 2004          |
| Trutnov             | 2475 (Pk)         | Velké Tippeltovy Boudy | 2004          |
| Trutnov             | 2460 (Pk)         | Radvanice              | 2004          |
| Rychnov nad Kněžnou | 2492 (Pk)         | Kačerov                | 2016          |

## Pardubický kraj
Na území Pardubického kraje se nacházejí 3 vesnické památkové zóny.
| Okres           | Rejstříkové číslo | Název          | Rok vyhlášení |
| --------------- | ----------------- | -------------- | ------------- |
| Chrudim         | 2329 (Pk)         | Svobodné Hamry | 1995          |
| Svitavy         | 2472 (Pk)         | Telecí         | 2004          |
| Ústí nad Orlicí | 2479 (Pk)         | Vysoká         | 2004          |

## Kraj Vysočina
Na území kraje Vysočina se nachází 5 vesnických památkových zón.
| Okres            | Rejstříkové číslo | Název      | Rok vyhlášení |
| ---------------- | ----------------- | ---------- | ------------- |
| Havlíčkův Brod   | 2328 (Pk)         | Petrovice  | 1995          |
| Jihlava          | 2459 (Pk)         | Praskolesy | 2004          |
| Pelhřimov        | 2481 (Pk)         | Zhoř       | 2004          |
| Třebíč           | 2337 (Pk)         | Boňov      | 1995          |
| Žďár nad Sázavou | 2342 (Pk)         | Ubušínek   | 1995          |

## Jihomoravský kraj
Na území Jihomoravského kraje se nachází 9 vesnických památkových zón.
| Okres      | Rejstříkové číslo | Název                     | Rok vyhlášení |
| ---------- | ----------------- | ------------------------- | ------------- |
| Blansko    | 2333 (Pk)         | Veselka                   | 1995          |
| Brno-město | 2334 (Pk)         | Tuřany-Brněnské Ivanovice | 1995          |
| Hodonín    | 2335 (Pk)         | Javorník-Kopánky          | 1995          |
| Hodonín    | 2336 (Pk)         | Vápenky                   | 1995          |
| Vyškov     | 2338 (Pk)         | Lysovice                  | 1995          |
| Vyškov     | 2463 (Pk)         | Rostěnice                 | 2004          |
| Vyškov     | 2339 (Pk)         | Zvonovice                 | 1995          |
| Znojmo     | 2340 (Pk)         | Šatov                     | 1995          |
| Znojmo     | 2341 (Pk)         | Vratěnín                  | 1995          |

## Olomoucký kraj
Na území Olomouckého kraje se nachází 11 vesnických památkových zón.
| Okres   | Rejstříkové číslo | Název                             | Rok vyhlášení |
| ------- | ----------------- | --------------------------------- | ------------- |
| Jeseník | 2473 (Pk)         | Údolí (Horní Údolí a Dolní Údolí) | 2004          |
| Jeseník | 2461 (Pk)         | Rejvíz                            | 2004          |
| Olomouc | 2346 (Pk)         | Rataje                            | 1995          |
| Olomouc | 2347 (Pk)         | Senička                           | 1995          |
| Přerov  | 2348 (Pk)         | Lhotka                            | 1995          |
| Přerov  | 2349 (Pk)         | Stará Ves                         | 1995          |
| Přerov  | 2496 (Pk)         | Uhřičice                          | 2019          |
| Šumperk | 2350 (Pk)         | Dlouhomilov                       | 1995          |
| Šumperk | 2351 (Pk)         | Jakubovice                        | 1995          |
| Šumperk | 2352 (Pk)         | Palonín                           | 1995          |
| Šumperk | 2495              | Třeština                          | 2017          |

## Moravskoslezský kraj
Na území Moravskoslezského kraje se nachází 6 vesnických památkových zón.
| Okres         | Rejstříkové číslo | Název                   | Rok vyhlášení |
| ------------- | ----------------- | ----------------------- | ------------- |
| Bruntál       | 2443 (Pk)         | Karlova Studánka        | 2004          |
| Bruntál       | 2343 (Pk)         | Malá Morávka            | 1995          |
| Bruntál       | 2456 (Pk)         | Petrovice               | 2004          |
| Bruntál       | 2457 (Pk)         | Piskořov                | 2004          |
| Bruntál       | 2344 (Pk)         | Stará Ves-Žďárský Potok | 1995          |
| Frýdek-Místek | 2345 (Pk)         | Komorní Lhotka          | 1995          |

## Zlínský kraj
Na území Zlínského kraje se nacházejí 3 vesnické památkové zóny.
| Okres  | Rejstříkové číslo | Název                   | Rok vyhlášení |
| ------ | ----------------- | ----------------------- | ------------- |
| Vsetín | 2448 (Pk)         | Kychová                 | 2004          |
| Vsetín | 2353 (Pk)         | Velké Karlovice-Podťaté | 1995          |
| Vsetín | 2480 (Pk)         | Zděchov                 | 2004          |